# Ciao Brother
Ciao Brother è un film commedia del 2016 diretto da Nicola Barnaba e l'esordio cinematografico di Pablo e Pedro alias Fabrizio Nardi e Nico Di Renzo, con la partecipazione di Benedicta Boccoli, Mietta, Roberto Ciufoli e Massimo Ceccherini.

## Trama
Angelo è un truffatore che fugge a Los Angeles con il primo volo in partenza. Una volta negli States, senza soldi, si trova costretto a dormire in strada con dei barboni ed al mattino successivo scopre da un quotidiano, che somiglia tantissimo ad un ricco imprenditore americano appena morto e che ha lasciato l'eredità nelle mani del figlio George. Ecco quindi che Angelo decide di presentarsi a casa di George sostenendo di essere suo fratello.

## Distribuzione
Il film è stato distribuito il 9 giugno 2016.